# Sesto al Reghena
Sesto al Reghena ist eine italienische Gemeinde (comune) mit 6305 Einwohnern (Stand 31. Dezember 2024) in der Region Friaul-Julisch Venetien.

## Geographie
Die Gemeinde liegt in Luftlinie etwa 17 km südöstlich von Pordenone in der venezianischen Tiefebene und hat eine Fläche von 40,53 km². Sie umfasst neben dem Hauptort Sesto al Reghena die drei Fraktionen Bagnarola, Marignana und Ramuscello (Ramussiel) sowie die Weiler: Casette, Melmosa, Mielma, Mure (Mura). Die Nachbargemeinden sind Chions, Cinto Caomaggiore (VE), Cordovado, Gruaro (VE), Morsano al Tagliamento und San Vito al Tagliamento.
Sesto al Reghena ist  Mitglied der Vereinigung I borghi più belli d’Italia

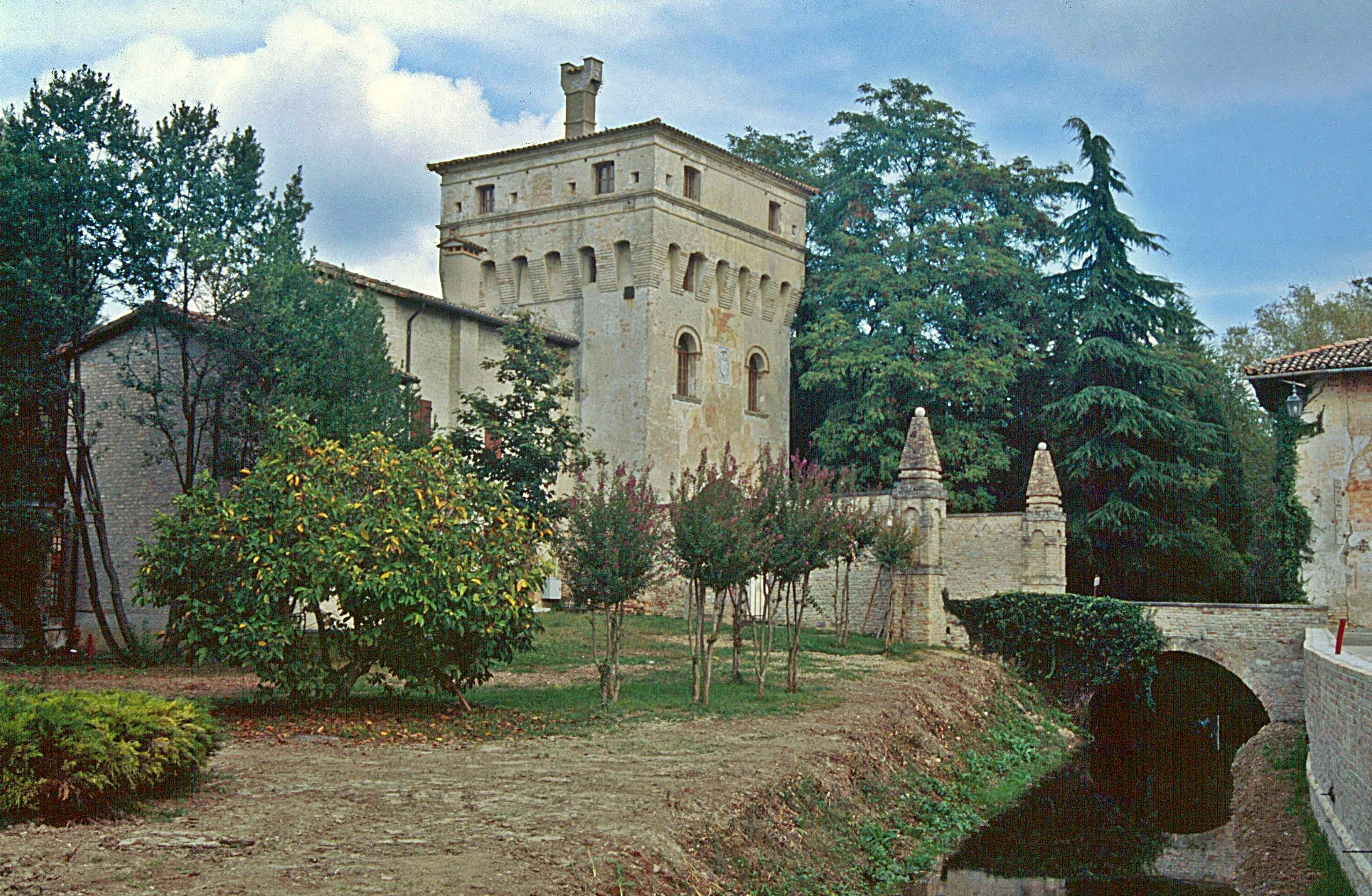
Abbazia Santa Maria in Sylvis

## Abbazia Santa Maria in Sylvis
Die große Abtei, die auch Santa Maria di Sesto heißt, von der einige Gebäudeteile und der Kreuzgang nicht mehr erhalten sind, ist eine stark befestigte Klosteranlage. Zahlreiche Fundstücke belegen, dass der Ort römischen Ursprungs ist. Das Benediktinerkloster wurde von den Langobardenfürsten Marco, Erfo und Anto (Söhne des Herzogs Peter und seiner Frau Piltrudis) um 741 gegründet. Die Blütezeit des Klosters dauerte bis ins 14. Jahrhundert, 1440 fiel die Abtei an die Republik Venedig und wurde als Kommende verwaltet. Auf die Benediktiner folgten andere Ordensgemeinschaften. 1787 wurde das Anwesen und seine Rechte versteigert. Heute ist das Kloster Pfarrei und darf seit 1921 wieder „Abbazia“ heißen.

Der Torturm der Anlage geht auf das 10./11. Jahrhundert zurück und ist der einzig erhaltene der ursprünglich sieben Verteidigungstürme. Im Inneren der Anlage steht die romanische Klosterkanzlei und der Campanile aus dem 11. Jahrhundert. Die Abtsresidenz (16. Jahrhundert) auf der rechten Seite dient heute als Rathaus. Eine dazwischenliegende Loggia des 12. Jahrhunderts und andere Bauteile umrahmen ein Vestibül, an das sich das Atrium vor der Kirche anschließt. Eine Freitreppe aus dem 8. Jahrhundert führt in den großen Schlafraum für Pilger über Vestibül und Atrium. Über dem Portal zum Vestibül zeigt ein Fresko aus dem 12. Jahrhundert in einer Lünette den Erzengel Gabriel, daneben den heiligen Benedikt. Eine „Thronende Madonna zwischen Johannes dem Täufer und Petrus“ aus dem 14. Jahrhundert schmückt die Seitenwand der Loggia. Die Fresken im Inneren der Loggia (1312–1320) stellen Szenen aus dem Rolandslied dar.

1460–1490 wurden die Wände des Vestibüls mit Fresken in der Tradition des Fra Angelico ausgemalt. Auch das angrenzende, durch Pfeiler dreigeteilte Atrium enthält Fresken, darunter die „Begegnung zwischen Lebenden und Toten“ von 1350. Links und rechts vom Portal zur Kirche „Der ungläubige Thomas“ und „Die heiligen Augustinus und Ambrosius“.

Der ottonische Kirchenbau ist eine dreischiffige Basilika mit Stützenwechsel. Die rundbogigen Obergadenfenster sind sehr hoch gelegen, der Dachstuhl ist offen. Das Presbyterium mit den drei Apsiden im Osten ist erhöht und liegt über einer ebenfalls dreischiffigen Krypta mit zum Großteil veränderten Kapitellen, ursprünglich aus dem 10. Jahrhundert. Die Säulenbasen und steinernen Sitzbänke an den Wänden stammen noch aus der Erbauungszeit. In der Mitte steht der langobardische Sarkophag der heiligen Anastasia aus reliefverziertem Marmor. In der linken Apsis stellt ein lombardisches Marmorrelief aus dem 14. Jahrhundert die Verkündigung dar.

Der Kirchenraum war ursprünglich vollständig ausgemalt, aber nur wenige Malereien haben sich erhalten. Vor allem im Chor finden sich bedeutende Fresken, die von zwei Mitarbeitern Giottos und einigen Gehilfen in der ersten Hälfte des 14. Jahrhunderts ausgeführt worden sind. Sie stellen Szenen aus dem Leben Petrus’, Johannes’ und Paulus’, das Lignum Vitae des heiligen Bonaventura, die „Krönung Mariens“, die „Verkündigung an die Hirten“ und die „Geburt Christi“ dar.

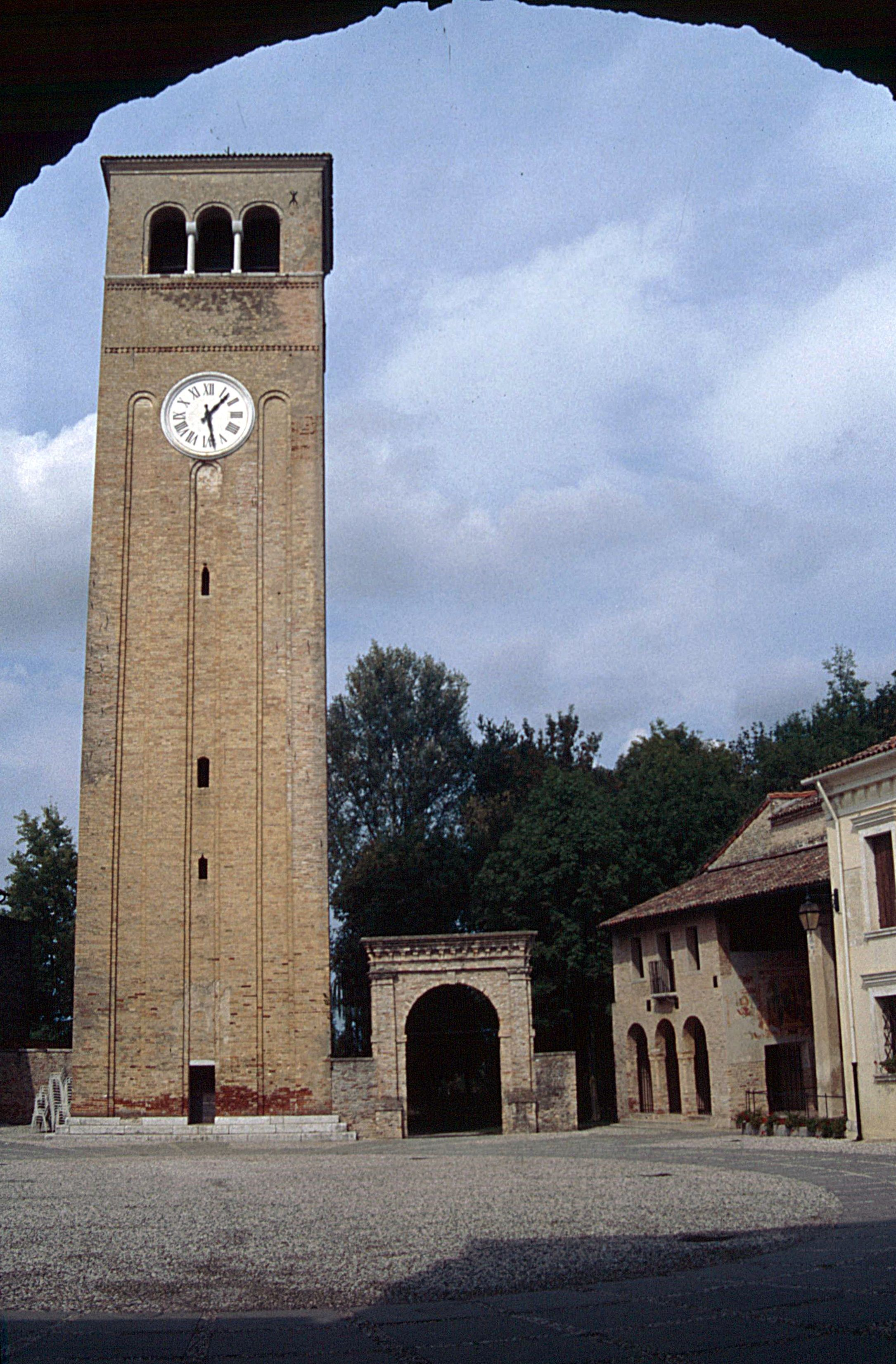
Campanile
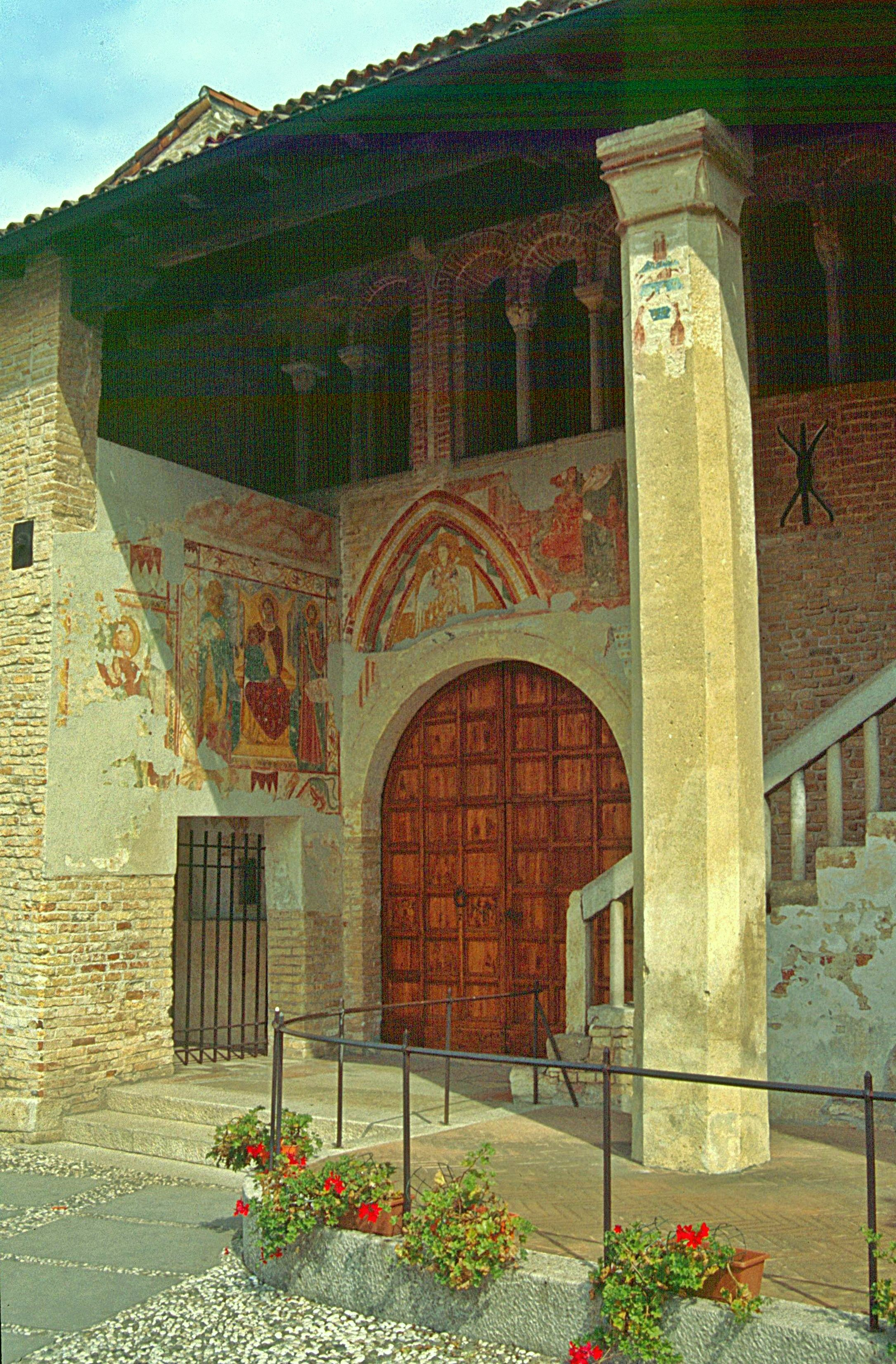
Portal zum Vestibül und Außentreppe
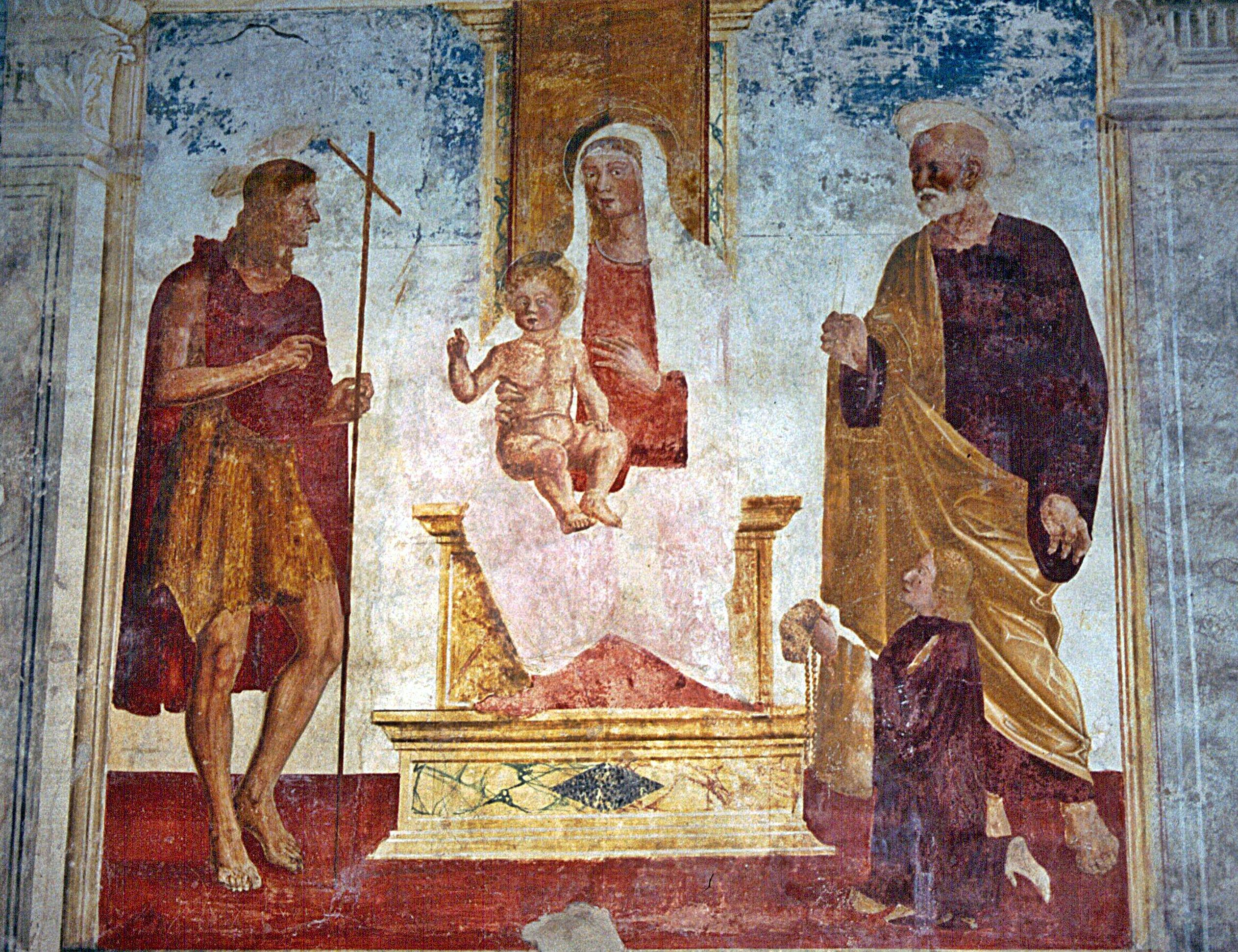
Fresko 14. Jh., Seitenwand der Loggia
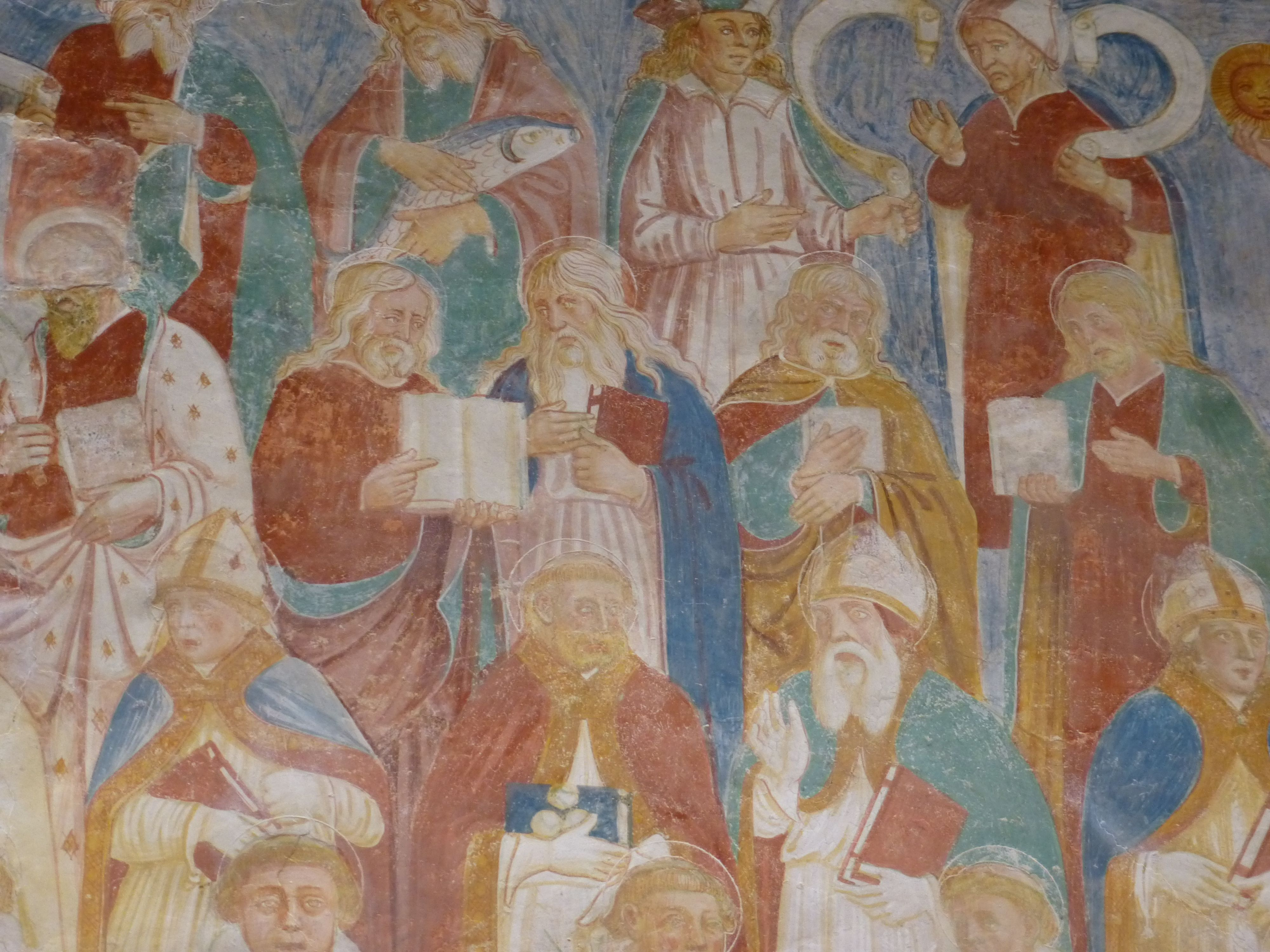
Fresko in der Vorhalle